# سولومون ويلبر دينتون
سولومون ويلبر دينتون (بالإنجليزية: Solomon Wilbur Denton)‏ هو محرر وصحفي أمريكي، ولد في 1816، وتوفي في 1864.